# Studnik
Studnik (niem. Brunnenberg, Brunnberg, 505 m n.p.m.) – szczyt w Karkonoszach, w obrębie Pogórza Karkonoskiego.
Wzniesienie położone jest w centralnej części Pogórza Karkonoskiego, na wschód od Zachełmia i na zachód od Podgórzyna. Na południowym zachodzie łączy się z Kucznikiem.
Zbudowane z granitu karkonoskiego.
Na zachodnich i południowych zboczach występują skałki.
Od północnego zachodu zboczami Studnika biegnie  niebieski szlak turystyczny z Podgórzyna Dolnego przez Zachełmie do Jagniątkowa.